# 2016 a légi közlekedésben
Ez a lista a 2016-os év légi közlekedéssel kapcsolatos eseményeit tartalmazza.

## Események

### Január
- január 8. – A West Air Sweden légitársaság Bombardier CRJ200 típusú, 294-es számú szállító repülőgépe műszaki meghibásodás miatt lezuhan a svédországi Akkajaure város közelében. (A kétfős személyzet mindkét tagja életét vesziti a balesetben. A repülőgép Oslóból Tromsøbe tartott.)[1][2]

### Február
- február 2. – A szomáliai Daallo Airlines Mogadishuból induló járatára egy terrorista laptopba rejtett bombát visz fel magával, amit még az utazómagasság elérése előtt működésbe hoz. (A gépen keletkezett lyukon csak ő repül ki a halálba, a pilóta sikeres kényszerleszállást hajt végre.)[3]
- február 24. – Dana. 23 fő veszti életét az ország nyugati részén a Tara Air 193-as számú járata, egy Viking Air DHC–6-400 Twin Otter típusú repülőgép lezuhan. A gép hegyoldalnak csapódik.[4]

### Március
- március 19. – A Flydubai Dubajból Rosztov-na-Donuba tartó 981-es járata, egy Boeing 737-800 típusú gép lezuhan 55 fő utassal és 7 főnyi személyzettel a fedélzetén.(A katasztrófát a gép fedélzetén senki sem éli túl.)[5]

### Április
- április 29. – Lezuhan a Statoil olajtársaság által bérelt egyik kereskedelmi használatú helikopter, Eurocopter (EC) 225L Super Puma típusú helikoptere Turoey-sziget, Solsvik településének közelében. A helikopter a Gulfalks olajmezőtől indult és Bergenbe tartott. (A gépen 11 utas és 2 fő legénység tartózkodik, mindenki életét veszti.)[6][7]

### Május
- május 18. – A Daallo Airlines légitársaság Airbus A321–111 típusú utasszállító repülőgépén robbanás történik a fedélzeten, ezért kényszerleszállást hajtanak végre Balad város közelében. (A gépen tartózkodó 74 fő utas és 7 fő személyzet tagjai közül egy fő öngyilkos merénylő életét veszti, két fő megsérül, 78 fő sérülések nélkül megússza az esetet.)[8]
- május 18. – Lashkargah közelében. A Silk Way Airlines légitársaság Antonov An–12 típusú szállító repülőgépe motorhiba következtében, nem sokkal a felszállást követően lezuhan. A gépen tartózkodó 9 fő személyzet tagjai közül csak 2 fő éli túl a balesetet.[9]
- május 19. – Az EgyptAir Párizsból Kairóba tartó MS804-es járata 66 emberrel a fedélzetén a Földközi-tengerbe zuhan. (Az egyiptomi szakértői bizottság június 16-án jelenti be, hogy megtalálták a gép egyik – a pilótafülkében zajló beszélgetéseket rögzítő – fekete dobozát.)[10]
- május 27. – Lezuhan egy PZL M–18 Dromedár szúnyogirtó repülőgép Győr külterületén. (A pilóta csodával határos módon könnyebb sérülésekkel megússza.)[11]

### Július
- július 15. – Lezuhan egy Piper PA–32 típusú kisrepülőgép a szlovéniai Ljubljanától délre. (A gépen utazó 3 fő és a pilóta életét vesztette, mindannyian német állampolgárok voltak. A gépen utazott Thomas Wagner milliárdos is.)[12]
- július 22., – Bengáli-öböl. Az Indiai Légierő An–32-es típusú, K-2743 lajstromjelű gépe az Andamán- és Nikobár-szigetek felé tartó útja során a tengerbe zuhan a szigetek közelében. (A gép 6 fős személyzete és 23 utasa életét veszti.)[13]

### Szeptember
- szeptember 7. – Az Air-Transport Europe (ATE) Bell 429 GlobalRanger típusú mentőhelikoptere lezuhan a szlovákiai Sebő (Strelníky) közelében. (A balesetben a gép háromfős személyzete és a fedélzeten szállított 38 éves férfi életét veszti.)[14]

### November
- november 10. 13:00 körül (helyi idő szerint) – A Caribbean Aviation Training Centre oktató repülőgépe lezuhan a Greenwich közeli Tison Pen repülőtér mellett. (Három fő, köztük a gép pilótája és egy tanuló pilóta életét veszti a balesetben. Egy negyedik fő, aki a repülőgépen tanuló pilótajelölt volt, túléli a balesetet.)[15]
- november 28. – Kolumbia északnyugati részén, Medellín közelében üzemanyaghiány miatt lezuhan a Lamia bolíviai légitársaság Avro RJ85 típusú utasszállító gépe 77 emberrel a fedélzetén. (A légi katasztrófában a brazil Chapecoense labdarúgócsapat 19 játékosa és további 52 ember életét veszti.)[16][17]

### December
- december 7. – Havelian település közelében. A Pakistan International Airlines légitársaság Chitralból Iszlámábádba tartó ATR 42-500 típusú, PK661 lajstromjelű repülőgépe lezuhan. A balesetben a gépen tartózkodó 42 utas és 5 fős személyzet életét veszti.[18][19]
- december 13. – Nago, Okinava prefektúra. Az Amerikai Egyesült Államok Légierejének egyik MV-22 Osprey típusú konvertiplán repülőgépe a tengerbe zuhan. A gépen tartózkodó 5 fő személyzet tagjai közül kettő fő szenved könnyebb sérüléseket, míg a többiek sérülések nélkül megússzák az esetet.[20]
- december 21. – Éjszakai kiképzési repülés végrehajtása közben – lakott területen kívül – lezuhan a Kazah Légierő egyik Szu–27-es típusú vadászrepülőgépe, melynek pilótája sikeresen katapultál.[21]
- december 25. – Az oroszországi védelmi minisztérium Tu–154 repülőgépe a Fekete-tengerbe zuhan Szocsitól körülbelül 1,5 kilométerre. Lásd: 2016-os szocsi légi katasztrófa. (A szíriai hmejmimi orosz légitámaszpontra tartó repülőgép 84 utasa – köztük az Alekszandrov-kórus 64 tagja – és 8 fős személyzete életét veszti.)[22]
- december 28. – Kivonják a szolgálatból az amerikai Légierő QF-4 Phantomjait. (Az alaptípust már 1997-ben kivonják a szolgálatból, ezzel végleg nyugállományba vonul a típus.)[23]

## Első felszállások

### Január
- január 29. – Boeing 737 MAX 8[24]

### Február
- február 9. – Airbus A321neo (D-AVXB)[25]

### Március
- március 2. – AgustaWestland AW109 Trekker[26]

### Április
- április 4. – Skyleader UL–39 Albi[27]
- április 11. – A Magnus Aircraft eFusion repülőgépe a világon először hajt végre sikeres repülést elektromos hajtással.[28]
- április 22. – Mitsubishi X–2 Shinshin[29]
- április 28. – Ka–62[30]

### Május
- május 17. – Diamond Dart 450[31]
- május 23. – Embraer E190–E2[32]
- május 31. – HAL HTT–40[33]

### Július
- július 21. – Tecnam P2012 Traveller[34]

### Augusztus
- augusztus 17. – Hybrid Air Vehicles Airlander 10[35]

### Szeptember
- szeptember 29. – Jak–152[36]

### November
- november 4. – Bombardier Global 7000[37][38]
- november 21. – Stratos 714[39]
- november 24. – Airbus A350–1000[40]

### December
- december 8. – NHI NH90 Sea Lion – Az Airbus többcélú helikopterének második generációs modellje.[41]
- december 17. – Gulfstream G600[42]
- december 20.
  - Boeing BTX–1[43]
  - Avicopter AC352[44]